# Claire Forlani
Claire Antonia Forlani (Twickenham, Middlesex, 17 de dezembro de 1971) é uma actriz britânica que se tornou mais conhecida por seu papel no filme Meet Joe Black.

## Biografia
Claire Forlani nasceu em Twickenham, Londres, filha de Pier Forlani, um músico italiano de Ferrara, e Barbara, de origem britânica. Com onze anos, Claire entrou para a Arts Educational School, em Londres, onde iniciou o seu estudo na arte da representação. Nos seis anos seguintes, também estudou dança, e liderou a peça The Nutcracker and Orpheus in the Underworld.
Em 1993, a família viajou para San Francisco, em busca de maiores oportunidades na carreira artística de Claire, nomeadamente em Hollywood. Participou de minisséries de televisão, como J.F.K.: Reckless Youth, e no filme Academia de Polícia 7: Missão Moscovo. Em 1995, fez um papel secundário em Barrados no Shopping, de Kevin Smith. No ano seguinte participou no filme O Rochedo, e em diversos filmes de baixo orçamento.
Em 1998 foi convidada para participar do filme Deep Rising, mas devido a conflitos, saiu nos primeiros dias das filmagens. No mesmo ano, teve o papel principal, ao lado de Brad Pitt e Anthony Hopkins, em Encontro Marcado. Este papel deu-lhe o seu primeiro sucesso como actriz.
No outono de 2006, Claire participou na série CSI:New York, como uma médica, a Dra. Peyton Driscoll.
Fora do mundo cinematográfico, Claire foi escolhida para ser a imagem da L'Oréal, em 2001. É considerada uma das mulheres mais sensuais pelas revistas Stuff (#81 em 2000), FHM (#85 em 2001) e Loaded's.
Em junho de 2007, Forlani casou com o ator Dougray Scott, com quem tem dois filhos adoptivos.

## Filmografia
| Filmes      | Filmes                                                       | Filmes                           |
| Ano         | Título                                                       | Papel                            |
| ----------- | ------------------------------------------------------------ | -------------------------------- |
| 1992        | Gypsy Eyes                                                   | Katarina                         |
| 1993        | J.F.K.: Reckless Youth                                       | Ann Cannon (para TV)             |
| 1994        | Police Academy: Mission to Moscow                            | Katrina                          |
| 1995        | Mallrats                                                     | Brandi                           |
| 1996        | Garage Sale                                                  | Julia                            |
| 1996        | The Rock                                                     | Jade Angelou                     |
| 1996        | Basquiat                                                     | Gina Cardinale                   |
| 1997        | The Last Time I Committed Suicide                            | Joan                             |
| 1998        | Basil                                                        | Julia Sherwin                    |
| 1998        | Into My Heart                                                | Nina                             |
| 1998        | Meet Joe Black                                               | Susan Parrish                    |
| 1999        | Mystery Men                                                  | Monica                           |
| 2000        | Magicians                                                    | Lydia                            |
| 2000        | Boys and Girls                                               | Jennifer Burrows                 |
| 2001        | Going Greek                                                  | Cenas deletadas                  |
| 2001        | Antitrust                                                    | Alice Poulson                    |
| 2002        | Triggermen                                                   | Emma Cutler                      |
| 2003        | Northfork                                                    | Srta. Hadfield                   |
| 2003        | The Pentagon Papers                                          | Patricia Marx (para TV)          |
| 2003        | The Limit                                                    | Monica Prince                    |
| 2003        | The Medallion                                                | Nicole James                     |
| 2004        | Memron                                                       | Vangela Clay (para TV)           |
| 2004        | Bobby Jones: Stroke of Genius                                | Mary Malone Jones                |
| 2005        | Untitled David Diamond/David Weissman Project                | Allison (para TV)                |
| 2005        | Hooligans                                                    | Shannon Dunham                   |
| 2005        | The Shadow Dancer                                            | Isabella Parish                  |
| 2005        | Ripley Under Ground                                          | Cynthia                          |
| 2007        | In the Name of the King: A Dungeon Siege Tale                | Solana                           |
| 2007        | Hallam Foe                                                   | Verity                           |
| 2007        | Carolina Moon                                                | Victoria 'Tory' Bodeen (para TV) |
| 2008        | Flashbacks of a Fool                                         | Ruth (adulta)                    |
| 2008        | Beer for My Horses                                           | Annie Streets                    |
| 2009        | Not Forgotten                                                | Katie                            |
| 2009        | Shannon's Rainbow                                            | Christine                        |
| 2010        | No Ordinary Trifle                                           | Kate Templeton                   |
| 2010        | Ice                                                          |                                  |
| 2010        | Crossmaglen                                                  | Kathy Monihan                    |
| 2010        | Deauville                                                    | Claire                           |
| 2010        | The Ushers                                                   |                                  |
| 2016        | Run to me                                                    | Alisson                          |
| 2018        | Head Full of Honey                                           | Diretora                         |
| Séries      |                                                              |                                  |
| Ano         | Título                                                       | Notas                            |
| 1991 / 1992 | Press Gang                                                   | 2 episódios                      |
| 2006        | Nightmares and Dreamscapes: From the Stories of Stephen King | 1 episódio                       |
| 2006 / 2007 | CSI: NY                                                      | 10 episódios                     |
| 2008 / 2009 | False Witness                                                | 2 episódios                      |
| 2011        | Camelot                                                      | 9 episódios                      |
| 2011        | NCIS Los Angeles                                             | 3ºtemporada                      |

## Prêmios e Indicações
| Prêmios | Prêmios   | Prêmios       | Prêmios                  | Prêmios          |
| Ano     | Resultado | Premiação     | Categoria                | Título           |
| ------- | --------- | ------------- | ------------------------ | ---------------- |
| 1999    | Indicada  | Saturn Awards | Melhor Atriz Coadjuvante | Encontro Marcado |